# Aphodius schirparakensis
Aphodius schirparakensis là một loài bọ cánh cứng trong họ Scarabaeidae. Loài này được Petrovitz miêu tả khoa học năm 1955.